# Вигода (гміна Біла)
Вигода (пол. Wygoda) — село в Польщі, у гміні Біла Велюнського повіту Лодзинського воєводства.